# دائرة تاكسنة
دائرة تاكسنة إحدى دوائر ولاية جيجل الجزائرية . عاصمتها هي بلدية تاكسنة وتضم بلديات : 
- تاكسنة
- قاوس